# Nonintercourse Act

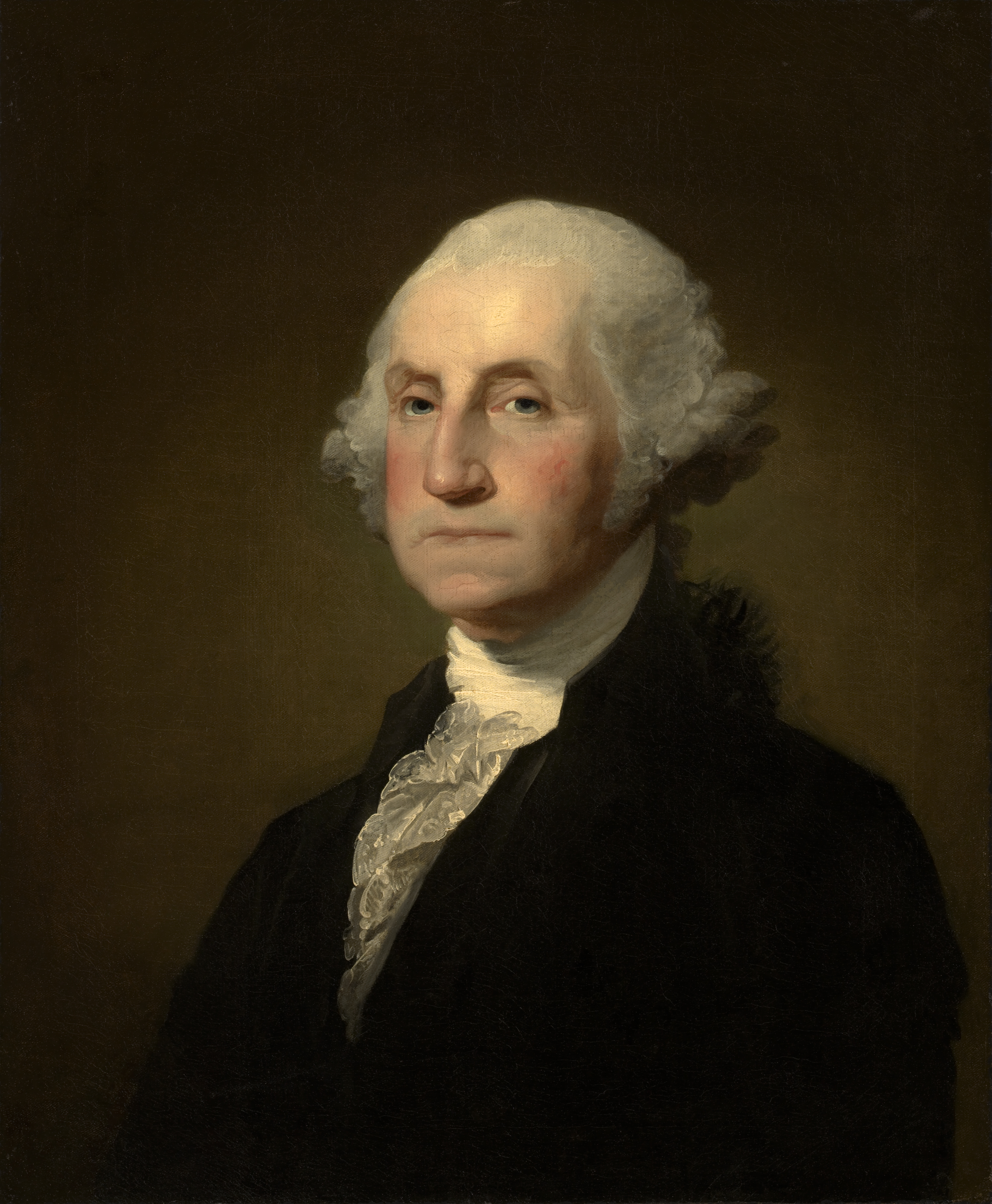
Der ursprüngliche Nonintercourse Act wurde von Präsident George Washington unterschrieben.

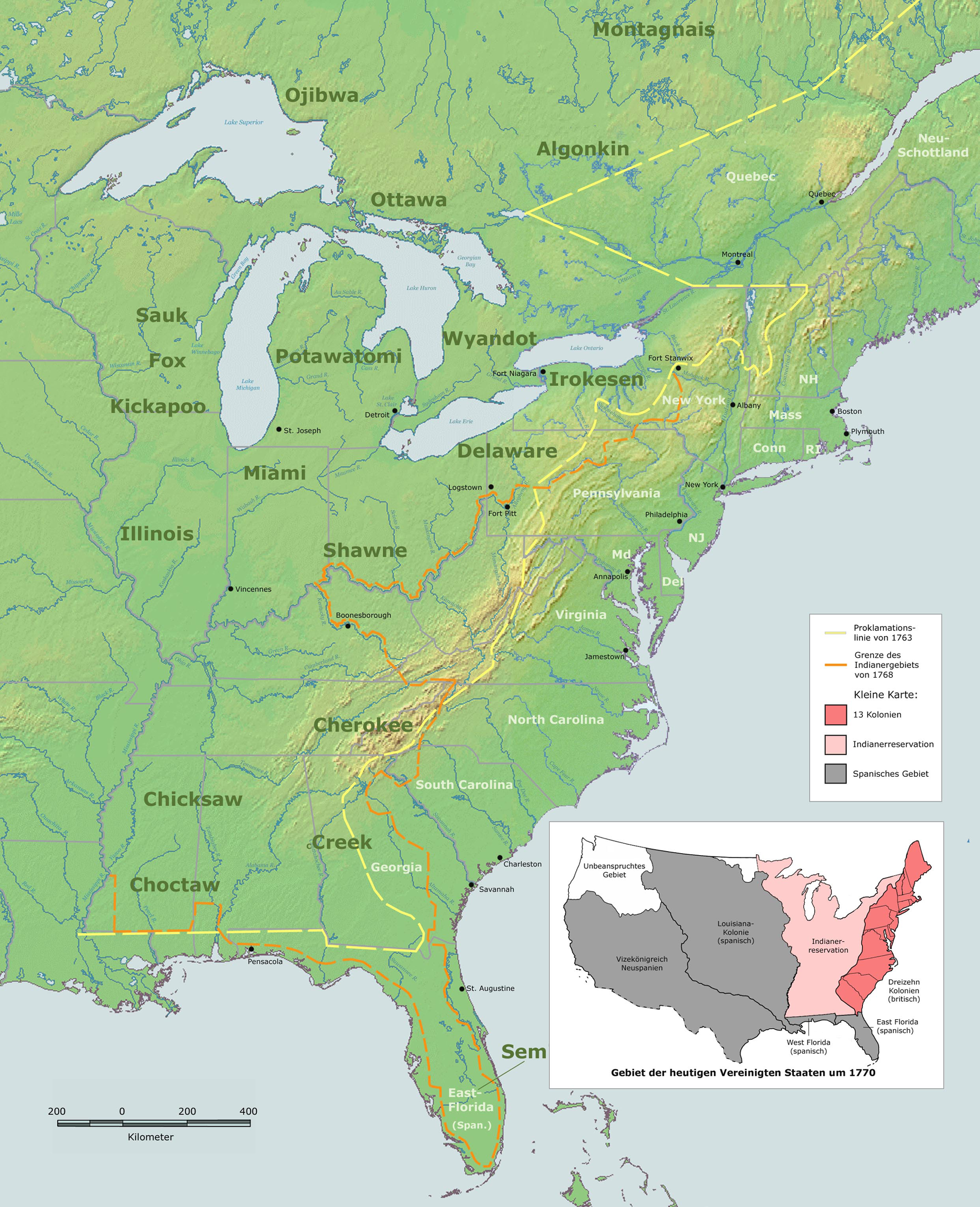
Östliches Nordamerika im Jahre 1770 mit der Proklamationslinie nach der Königlichen Proklamation von 1763 (gelb) und nach dem Vertrag von Fort Stanwix 1768 (orange).

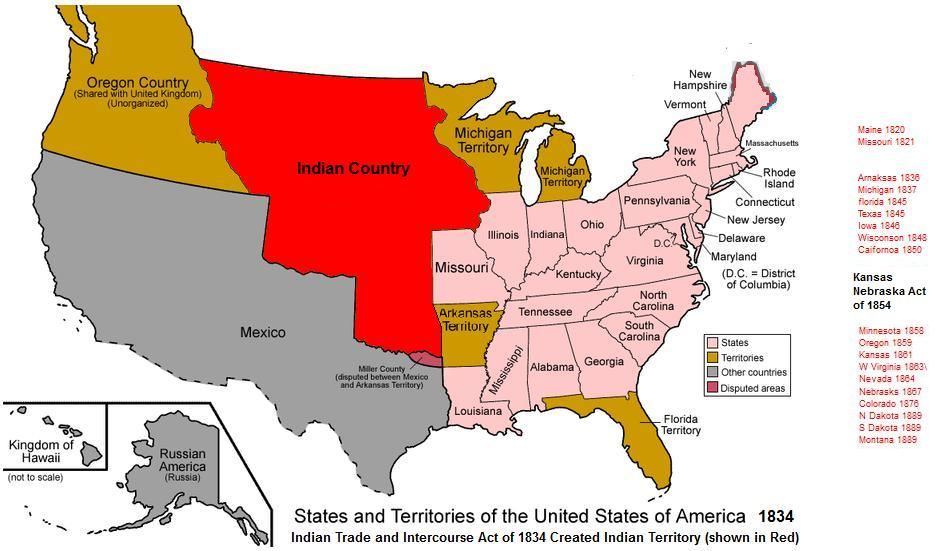
1834 wurde der Nonintercourse Act letztmals vom Kongress geändert. Er definierte die Rote Fläche als Indianerland.

Als Nonintercourse Act (25 U.S.C. section 177) wird ein Gesetz, bzw. Geschäftsordnung aus dem Jahre 1790 bezeichnet, welches die Beziehungen zwischen den Vereinigten Staaten und den Indianerstämmen regelt. Das Gesetz wurde in den Jahren 1793, 1796, 1799, 1802, und 1834 vom Kongress der Vereinigten Staaten immer wieder neu verfasst. Der Nonintercourse Act bestimmt, dass nur der Kongress über das Recht verfügt, Verhandlungen mit den Indianerstämmen zu führen und Verträge mit diesen abzuschließen. Bundesstaaten und Privatpersonen sind nicht befugt, Ländereien der Stämme ohne die Zustimmung des Kongresses zu kaufen. Das Gesetz ist auch heute noch in Kraft. Das Gesetz baut auf der Königlichen Proklamation von 1763 auf. Nur offiziellen Abgesandten der britischen Krone war es gestattet, Verträge mit den Indianern zu schließen und Ländereien zu kaufen. Auch sah die Proklamation eine Grenze zwischen Stämmen und Kolonien vor. Die Grenze wurde damals zu großen Teilen durch die Appalachen markiert. Die Proklamation sollte damit vor allem die Beziehungen zu den Indianern Nordamerikas stabilisieren. Der Konföderationskongress erklärte am 22. September 1783, dass Rechte der Ureinwohner nur mit der Zustimmung des US-Kongresses geändert oder abgeschafft werden dürfen.
Der ursprüngliche Nonintercourse Act wurde von Präsident George Washington unterschrieben. Seit 1980 wird der Nonintercourse Act in Gerichtsverfahren vor dem Obersten Gerichtshof der Vereinigten Staaten häufig als Argumentation verwendet, um Besitzansprüche der Stämme zu belegen und durchzusetzen. Oftmals handelten die Bundesstaaten selbständig, ohne Genehmigung des Kongresses, indem sie Indianerstämme auf ihrem Territorium zum Abschluss von Verträgen zwangen. Dabei ist nicht abschließend geklärt, ob der Nonintercourse Act nur auf die Territorien der Vereinigten Staaten Anwendung finden sollte oder aber auch auf die Bundesstaaten. Besonders in New York war der Landkauf des Bundesstaates höchst umstritten. Der Stamm der Oneida im oberen Teil des Bundesstaates führte mehrere Prozesse vor Bundesgerichten und bezog sich in seiner Argumentation auf den Nonintercourse Act. Aber auch im Bundesstaat Maine beriefen und berufen sich die Stämme auf den Nonintercourse Act und fordern große Gebiete zurück, so z. B. die Abenaki. Die Vereinigten Staaten hätten es versäumt, den Stamm vor der Landaneignung durch den Bundesstaat zu beschützen, so die Argumentation. Bei den Stammesgebieten habe es sich um Bundeseigentum gehandelt. Der Staat Maine habe illegal gehandelt und die Bundesregierung ihre Pflichten sträflich vernachlässigt.
So stellte zum Beispiel der Oberste Gerichtshof 1832 im Verfahren Worcester v. Georgia fest, dass der Bundesstaat Georgia keine Souveränität über das Gebiet der Cherokee besitze. Der Bundesstaat sei nicht befugt gewesen, Gebiete des Stammes zu erwerben.
Der Nonintercourse Act gilt nur für Stämme, aber nicht für Individuen. Nur Stammesgebiet ist davon betroffen, nicht aber Land, das individuellen Indianern gehört. Er definiert den Begriff Indianerstamm: Ein Indianerstamm ist eine Gruppe von Indianern mit einer ähnlichen Rasse, welche gemeinsam in einer Community leben und ein bestimmtes Gebiet bewohnen.